# Железная дорога Калка — Шимла
Железная дорога Калка — Шимла — узкококолейная железная дорога колеи (762 мм) на северо-западе Индии, проходящая в горной местности.

## Обзор
Шимла (Симла) перешла под власть Великобритании после англо-гурхской войны, и расположена на высоте 2169 метров (7116 футов) от уровня моря, у подножия Гималайских гор. Шимла стала летней резиденцией властей Британской Индии в 1864 году, а также штаб-квартирой британских колониальных войск в Индии.

## История
Железная дорога была построена компанией Dehli-Umbala-Kalka Railways Company в 1898 году, имела сметную стоимость в рупиях 8678500, однако стоимость возросла в два раза во время выполнения проекта.
Из-за высоких затрат при строительстве и эксплуатации этой железной дороге было предоставлено право на самостоятельное установление тарифов, которые были выше, чем на остальной сети железных дорог в Индии.
Тем не менее, даже высокие тарифы не сделали дорогу рентабельной и власти Британской Индии были вынуждены приобрести её в казну 1 января 1906 года.
В середине августа 2007 года правительство штата Химачал-Прадеш объявило железную дорогу Калка — Шимла объектом для присвоения ему статуса объекта Всемирного наследия ЮНЕСКО.
В течение недели, начиная с 11 сентября 2007 года, группа экспертов ЮНЕСКО изучала и анализировала состояние железной дороги на соискание статуса объекта Всемирного наследия. 7 июля 2008 года железная дорога Калка — Шимла была включена в список Всемирного наследия ЮНЕСКО. Она стала четвертой железнодорожной линией в Индии, включенной в список Всемирно наследия ЮНЕСКО.
Железная дорога Калка — Шимла была построена для соединения Шимлы с остальной сетью железных дорог Индии. Ныне Шимла является столицей штата Химачал-Прадеш. При выезде с Калки железная дорога проходит на высоте 656 метров (2152 футов) над уровнем моря.

## Инфраструктура

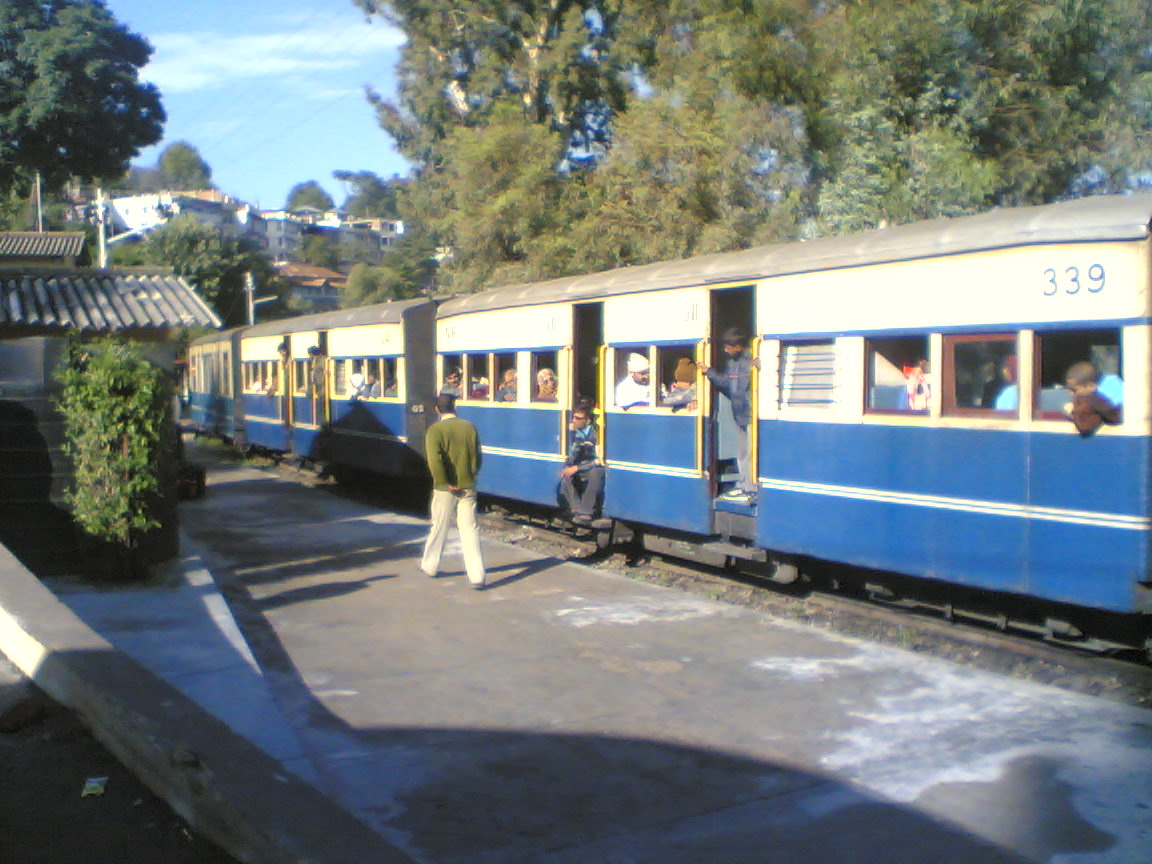
Станция в Солане

На железной дороге Калка — Шимла имеется 103 тоннеля (один нерабочий) Самый длинный тоннель Barog назван в честь инженера, отвечавшего за его строительство. Тоннель имеет 1143,61 метра в длину.
На дороге также имеется 864 моста, самый длинный имеет длину 18,29 метра.
Железная дорога имеет руководящий уклон 3 %. Она имеет 919 кривых, наиболее острые в 48 градусов (радиус 37,47 м.). На дороге первоначально использовались рельсы в 21 кг/м, позже они были заменены рельсами в 30кг/м.

## Локомотивы
Первые локомотивы на железной дороге, паровозы класса В типа 0-4-0ST, хотя и были предназначены для колеи 610 мм, но были переделаны на колею 762 мм. Но они не обладали достаточной мощностью для обслуживания дороги, потому были проданы в 1908 году. После были доставлены 10 паровозов типа 0-4-2Т, имевшие вес в 21 тонну, построенные британской фирмой «Шарп, Стюарт и компания».
Позже на дорогу поступили ещё 30 паровозов типа 2-6-2Т, построенные с 1904 по 1910 годы и получившие обозначения класс К и К2, у Северо-Западной государственной железной дороги. Позднее, после списания, эти паровозы были переделаны на колею 1000 мм и проданы на железные дороги Пакистана.

## Поезда

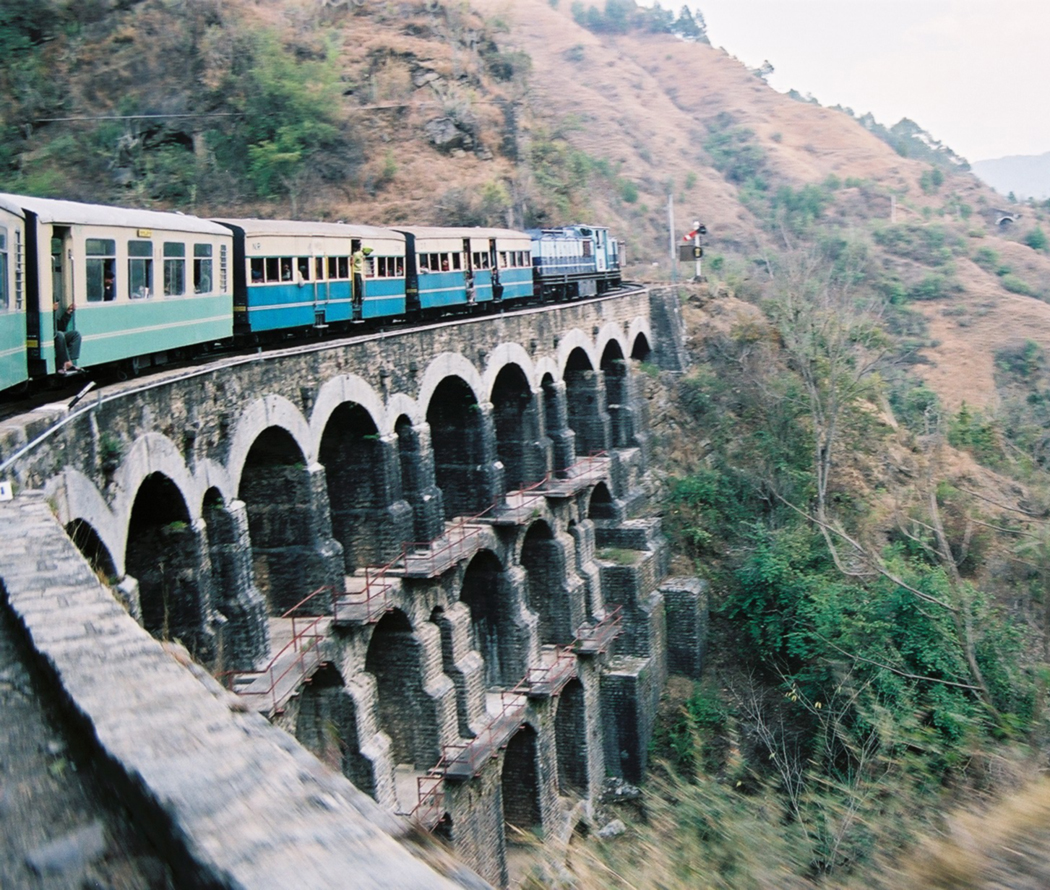
Поезд на железнодорожном мосту

На железной дороге эксплуатируются следующие типы поездов:
- Shivalik Deluxe Express
- Himalayan Queen
- Другие поезда местного значения